# Chloromachia albiceps
Chloromachia albiceps är en fjärilsart som beskrevs av Felder 1875. Chloromachia albiceps ingår i släktet Chloromachia och familjen mätare. Inga underarter finns listade i Catalogue of Life.